# BR-070
A BR-070 é uma rodovia federal radial brasileira. Seu ponto inicial fica na cidade de Brasília (DF), e o final, no distrito de Corixa, no município de Cáceres (MT), na fronteira com a Bolívia, aonde continua como Ruta 10. Passa pelo Distrito Federal e pelos estados de Goiás e Mato Grosso.

## Duplicação
A BR-070 é duplicada nos 52 km entre Brasília e Águas Lindas de Goiás.
No final de 2018, foi finalizada a duplicação da rodovia GO-070, no trecho entre Goiânia e a cidade de Goiás, totalizando aproximadamente 150 quilômetros. O trecho entre as cidades de Itaberaí e Goiás se localiza na BR-070.

## Rota
Serve as seguintes cidades e municípios:
- Taguatinga (DF) “Aqui se inicia a rodovia”
- Ceilândia (DF)
- Águas Lindas de Goiás (GO)
- Cocalzinho de Goiás (GO)
- Itaguari (GO)
- Itaberaí (GO)
- Goiás (GO)
- Itapirapuã (GO)
- Jussara (GO)
- Aragarças (GO)
- Barra do Garças (MT)
- General Carneiro (MT)
- Primavera do Leste (MT)
- Campo Verde (MT)
- Cuiabá (MT)
- Várzea Grande (MT)
- Cáceres (MT) “Aqui se termina a rodovia”

Sua extensão é de 1317,7 Km.

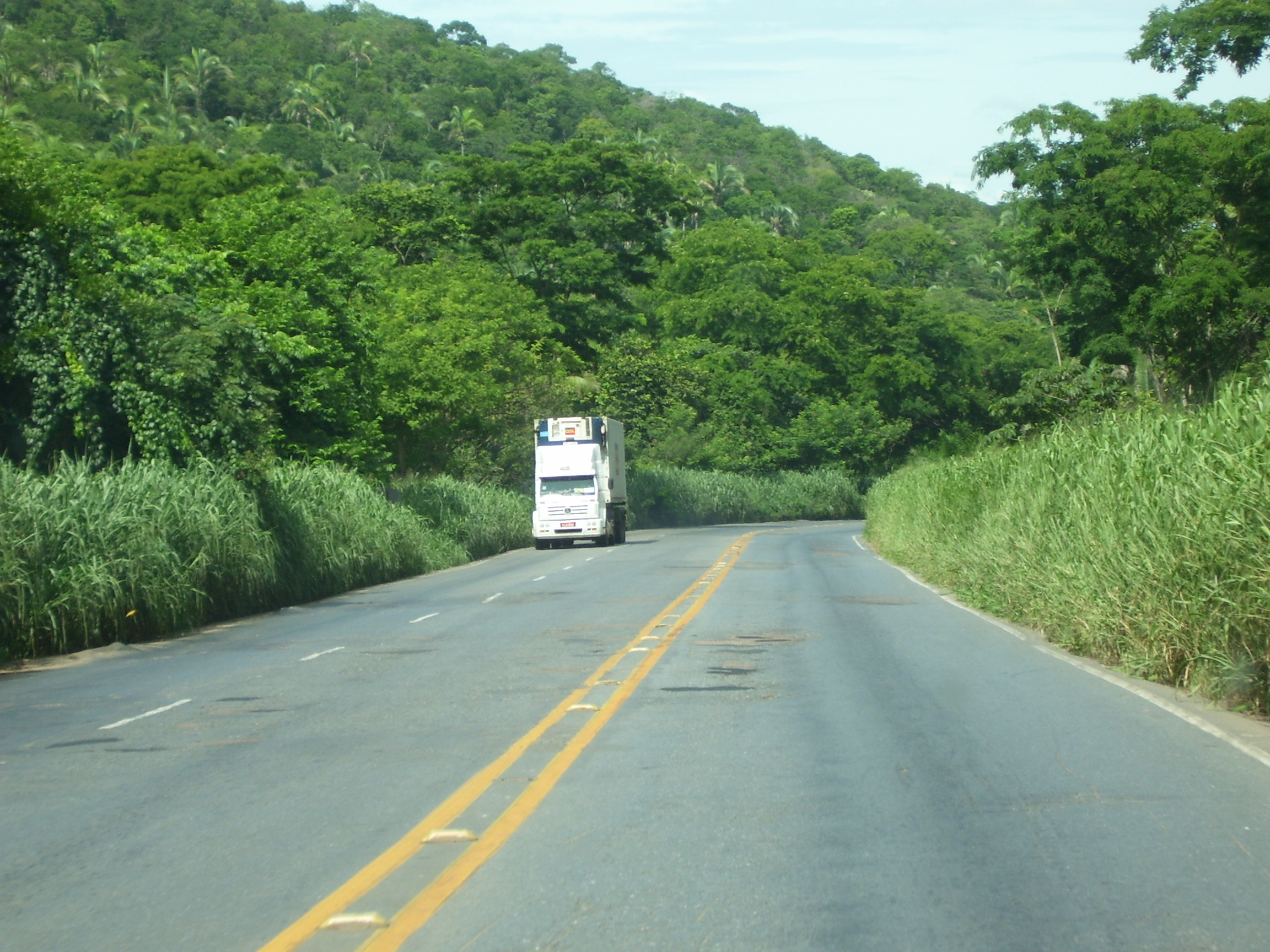
Trecho da BR-070 que coincide com os das BR-163 e BR-364, em Mato Grosso
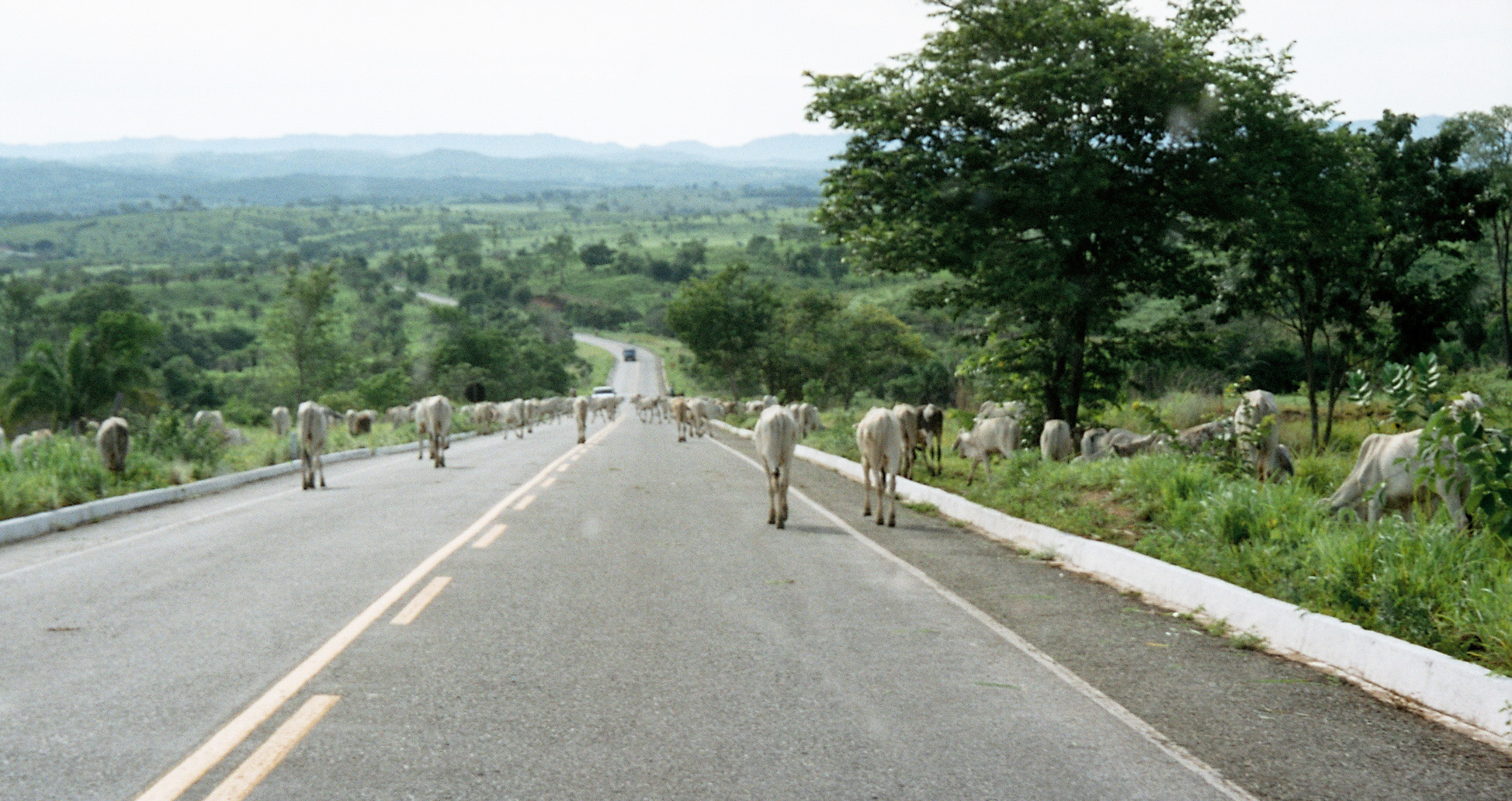
BR-070 entre Jussara, (GO) e Goiás, (GO)]]
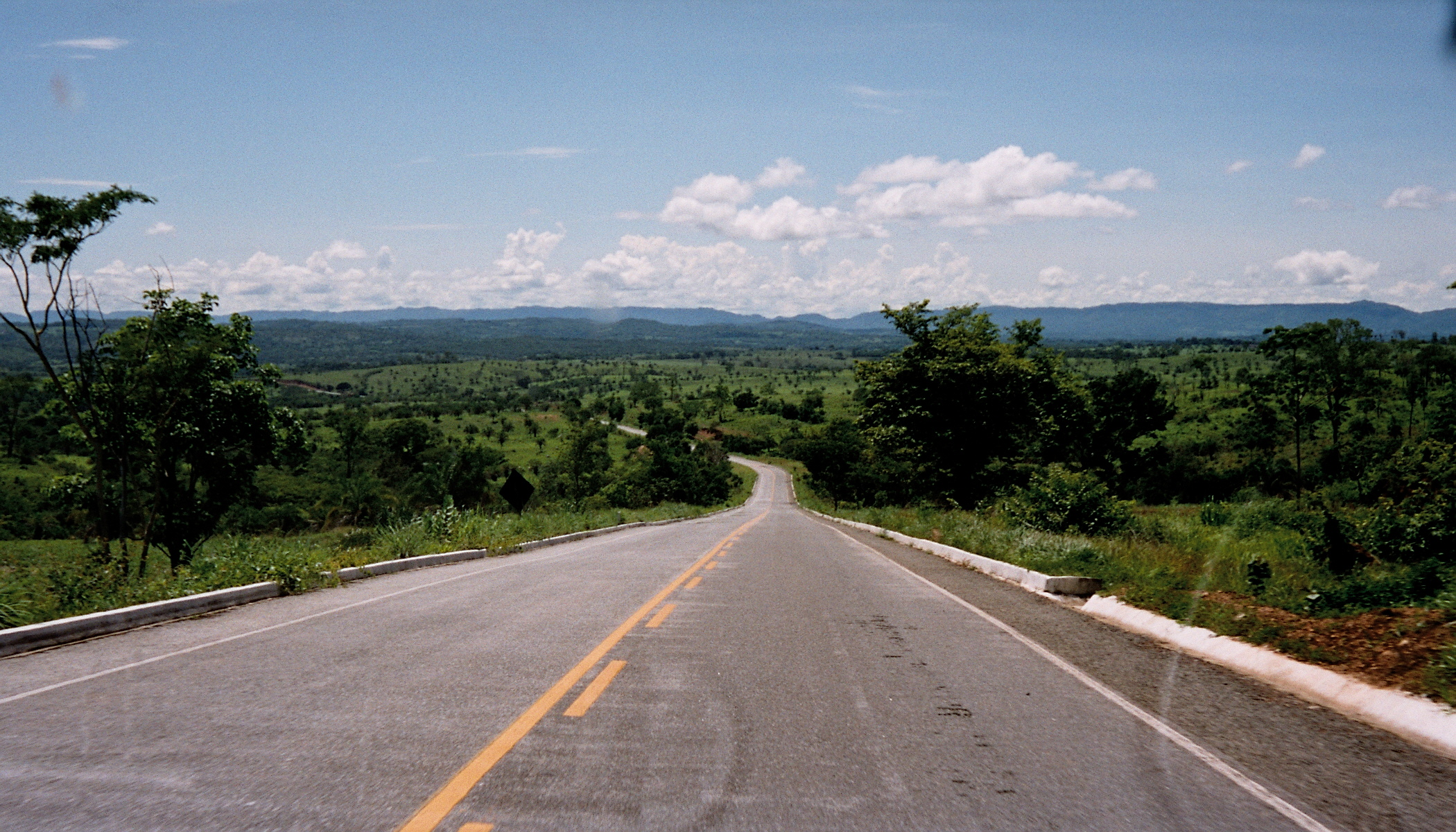
BR-070 entre Jussara, (GO) e Goiás, (GO)]]